# La Pestilencia
La Pestilencia é uma banda de hardcore punk originária da Colômbia. Sua letras Abordam temas: Conflitos armados,a pobreza e os demais problemás existentes na colômbia

## Integrantes

### Formação Atual
- Dilson Díaz - vocal
- Juan Gómez - baixo
- Marcelo Gómez - bateria
- Carlos A. Marín - guitarra
- Andrés Felipe Erazo - sampler
- Javier Valencia - VJ

### Ex-integrantes
- Héctor Buitrago - baixo
- Francisco Nieto - guitarra
- Jorge León Pineda - bateria
- Carlos Escobar - guitarra